# Andrew Kehoe
Andrew Philip Kehoe (1 de fevereiro de 1872 – 18 de maio de 1927) foi um atirador em massa americano, Kehoe era um fazendeiro de Michigan que ficou descontente depois de perder a reeleição como tesoureiro do conselho escolar de Bath Township. 
Posteriormente, ele assassinou sua esposa e detonou bombas na Bath Consolidated School em 18 de maio de 1927, resultando no massacre de Bath School, resultando em 44 pessoas mortas e mais 58 feridas. Kehoe cometeu suicídio perto da escola ao detonar dinamite em seu caminhão, causando uma explosão que matou várias pessoas e feriu outras. Ele já havia acionado dispositivos incendiários em sua casa e ao redor de sua fazenda, destruindo todas as construções.

## Início da vida e educação
Kehoe nasceu em Tecumseh, Michigan, como o caçula de uma família de 13 filhos. Seus pais eram Philip Kehoe (1833–1915) e Mary (McGovern) Kehoe (1835–1890). Ele frequentou a Tecumseh High School e a Michigan State College (mais tarde Michigan State University), onde estudou engenharia elétrica. Lá, ele conheceu sua futura esposa, Ellen "Nellie" Price, filha de uma família rica de Lansing.
Após a faculdade, Kehoe foi para o sudoeste, supostamente trabalhando por vários anos como eletricista em St. Louis, Missouri. Nesse período, em 1911, sofreu um grave ferimento na cabeça em uma queda que o deixou em coma por duas semanas.
Kehoe então voltou a morar com seu pai após a lesão. Durante o tempo que Kehoe esteve fora, sua mãe morreu e seu pai se casou com Frances Wilder, de quem Kehoe não gostava. Em 17 de setembro de 1911, Frances sofreu queimaduras graves quando o fogão da família explodiu enquanto ela tentava acendê-lo. O combustível a encharcou, com seu corpo pegando fogo. Kehoe jogou água de um balde próximo nela; devido à natureza do fogo à base de óleo, a água não fez nada para apagar as chamas. Mais tarde, Frances morreu devido aos ferimentos, com alegações de que o fogão havia sido adulterado.

## Casamento e família
Após seu retorno a Michigan, em 1912 casou-se com Nellie Price. Em 1919, o casal comprou uma fazenda de aproximadamente 750 mil metros quadrados fora da vila de Bath da tia de Nellie por US$ 12.000. Ele pagou US$ 6.000 em dinheiro e fez uma hipoteca de US$ 6.000.

## Personalidade
Kehoe era considerado pelos vizinhos como um homem muito inteligente que ficava impaciente e irritado com aqueles que discordavam dele. Os vizinhos lembraram que Kehoe estava sempre arrumado, vestido meticulosamente e era conhecido por trocar de camisa ao meio-dia ou sempre que ela ficava um pouco suja. Os vizinhos também contaram como Kehoe era cruel com seus animais de fazenda, tendo certa vez espancado um cavalo até a morte. Os Kehoes inicialmente frequentavam os cultos na igreja católica em Bath, mas ele se recusou a pagar a avaliação paroquial dos membros da igreja e impediu sua esposa de comparecer.
Os vizinhos de Kehoe achavam que ele preferia os reparos mecânicos à agricultura. Seu vizinho M. J. "Monty" Ellsworth escreveu em seu relato sobre o desastre,
Ele nunca cultivou como fazem outros agricultores e tentou fazer tudo com seu trator. Ele estava no auge de sua glória ao consertar máquinas. Ele estava sempre experimentando novos métodos em seu trabalho, por exemplo, engatando dois cortadores de grama atrás de seu trator. Esse método não funcionava em momentos diferentes e ele apenas deixava o feno em pé. Ele também colocou quatro seções de arrasto e dois rolos ao mesmo tempo atrás de seu trator. Ele passou tanto tempo consertando que não prosperou.
Análises recentes o rotulam como um perigoso “colecionador de injustiças”: uma pessoa que se lembra de ofensas e guarda rancor por muito tempo. Embora muitas pessoas possam guardar rancor, torna-se perigoso quando uma pessoa começa a se sentir uma vítima e a atacar.

## Administração de Bath Consolidated School
Com uma reputação de parcimônia, Kehoe foi eleito tesoureiro do conselho da Bath Consolidated School em 1924. Enquanto estava no conselho, Kehoe lutou por impostos mais baixos e muitas vezes estava em conflito com outros membros do conselho, votando contra eles e pedindo o adiamento quando não conseguiu o que queria. Ele acusou repetidamente o superintendente Emory Huyck de má gestão financeira.
Enquanto fazia parte do conselho escolar, Kehoe foi nomeado secretário do município de Bath em 1925 por um curto período. Nas eleições da primavera de 1926, ele foi derrotado para o cargo e ficou irritado com sua derrota pública. Seu vizinho Ellsworth pensou que Kehoe começou a planejar sua “vingança assassina” contra a comunidade naquela época. Outro vizinho, A. McMullen, percebeu que Kehoe parou completamente de trabalhar em sua fazenda no último ano e pensou que poderia estar planejando suicídio.
Durante esses anos, Nellie Kehoe estava cronicamente doente com tuberculose e tinha internações hospitalares frequentes – na época não havia tratamento eficaz ou cura para a doença. Na época do desastre da Bath School, Kehoe havia parado de fazer pagamentos de hipotecas e seguros residenciais. O credor hipotecário iniciou um processo de execução hipotecária contra a fazenda.

## Massacre de Bath School
O desastre da Bath School é o nome dado a uma série de explosões perpetradas por Kehoe em 18 de maio de 1927, em Bath Township, Michigan, que matou 45 pessoas, incluindo o próprio Kehoe, e feriu pelo menos 58. Das 44 mortes diretamente atribuídas, trinta e oito eram de crianças, todas com idades entre 7 e 14 anos (a maioria com menos de 12 anos), que frequentavam da segunda à sexta séries na Bath Consolidated School. O desastre continua sendo o ato mais mortal de assassinato em massa em uma escola dos Estados Unidos.
Kehoe matou sua esposa entre 16 de maio, quando ela voltou para casa após uma internação hospitalar, e a manhã de 18 de maio. Ele transferiu o corpo dela para um prédio agrícola antes de desencadear explosões incendiárias em suas casas e prédios agrícolas. Mais ou menos na mesma data, ele organizou explosões programadas no novo prédio da escola. Os materiais da ala norte explodiram conforme planejado, matando muitos estudantes e alguns adultos lá dentro. Kehoe ajustou um detonador cronometrado para acender dinamite e centenas de quilos de pirotol na escola, que ele comprou secretamente e plantou no porão de ambas as alas ao longo de muitos meses. Outros 230 kg de explosivos na ala sul não detonaram, de modo que parte da escola não foi destruída.

Quando as equipes de resgate começaram a se reunir na escola, Kehoe chegou e parou seu caminhão. Durante uma luta com o Superintendente Huyck, Kehoe detonou dinamite armazenada dentro de seu caminhão cheio de estilhaços, matando a si mesmo e a Huyck, bem como matando e ferindo vários outros (entre eles um menino que sobreviveu ao bombardeio inicial). Durante os esforços de resgate, os pesquisadores descobriram 230 kg adicionais de dinamite e pirotol não detonados plantados em todo o porão da ala sul da escola. Esses explosivos, conectados a um despertador que deveria funcionar como detonador, foram ajustados para o mesmo horário da outra explosão.

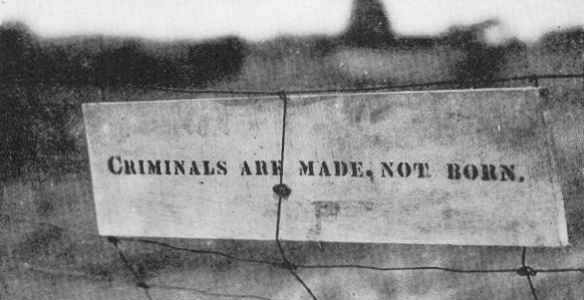
Placa na cerca de Andrew Kehoe

Após os bombardeios, os investigadores encontraram uma placa de madeira presa à cerca da fazenda com a última mensagem de Kehoe, “Criminosos são feitos, não nascem”, gravada nela. Quando os investigadores terminaram de fazer um inventário da propriedade Kehoe, eles estimaram que, antes de sua destruição, a venda dos equipamentos e materiais não utilizados na fazenda teria rendido dinheiro suficiente para pagar a hipoteca dos Kehoes.
Uma das irmãs de Kehoe reivindicou seus restos mortais e providenciou o enterro sem cerimônia em uma cova anônima no cemitério Mount Rest em St. A família Price reivindicou os restos mortais de Nellie e enterrou seu corpo em Lansing, sob seu nome de solteira.